# Милан Дозет
Милан Дозет (Госпић, 12. мај 1979) је бивши српски кошаркаш. Играо је на позицији крила.

## Клупска каријера
Прошао је све млађе селекције Партизана, а за први тим је дебитовао као 17-годишњак на утакмици против Црвене звезде која је одиграна на тадашњем „Трофеју Београда”. Kао млад играч није добијао пуно шансе у првом тиму Партизана, па је играо и на двојној лиценци за Раднички из Крагујевца и Земун. Ипак био је део Партизана у сезони 1997/98. када је изборен пласман на фајнал фор Евролиге у Барселони. Дозет је у овој сезони Евролиге на паркет излазио два пута, први пут 12. новембра 1997. против Барселоне а затим и 11. децембра 1997. против Виртуса. Био је у саставу Партизана и на фајнал фору у Барселони, али није улазио у игру. Нешто касније је доживео тешку повреду укрштених лигамената, због које је морао на дужу паузу. Након опоравка је отишао на позајмицу у краљевачку Слогу, а убрзо је и изашао из уговора са Партизаном и постао слободан играч.
Током лета 2001. прелази у Црвену звезду, где проводи наредне три сезоне. Са Црвеном звездом је у децембру 2003. освојио Куп Радивоја Кораћа, а поред тога је играо на фајнал-фору Јадранске лиге у сезонама 2002/03. и 2003/04. У јулу 2004. прелази у НИС Војводину. У новосадском клубу је провео две сезоне, да би 2006. године први пут отишао у иностранство, и потписао за украјински Кијев. Са екипом Кијева је освојио Куп Украјине и освојио друго место у првенству Украјине. У сезони 2007/08. игра за грчки Панелиниос, а након тога одлази на Кипар, где у сезони 2008/09. са АЕЛ-ом из Лимасола осваја Куп Кипра. Провео је и сезону 2009/10. на Кипру, само што је наступао за АПОЕЛ са којим је освојио првенство Кипра.
У августу 2010. је потписао за Игокеу,  која је у сезони 2010/11. по први пут наступала у Јадранској лиги. Игокеа је у овој сезони изгубила у финалу првенства БиХ од Широког, па самим тим није изборила право да игра у регионалном такмичењу наредне сезоне. Ипак и поред тога Дозет је остао у Игокеи, и у сезони 2011/12. је играо само првенсто БиХ, у коме је клуб из Лакташа дошао до финала у коме су као и претходне сезоне поражени од Широког.
Током лета 2012. Дозет је продужио уговор са Игокеом, и као капитен је предводио свој клуб до освајања првог места на крају регуларног дела сезоне 2012/13. у Јадранској лиги. На фајнал-фору који је одигран у дворани у Лакташима, Игокеа је поражена у полуфиналу од Партизана. Ипак у овој сезони Дозет је као капитен подигао трофеј Купа а затим и трофеј првака Босне и Херцеговине. Одиграо је и сезону 2013/14. у Игокеи, освојио још једну титулу првака БиХ, након чега је одлучио да заврши играчку каријеру. У фебруару 2016, Игокеа је Дозетов дрес са бројем шест повукла из употребе и подигла под сводове дворане у Лакташима.

## Репрезентација
Са репрезентацијом СР Југославије до 22 године је освојио златну медаљу на Европском првенству 1998. у Италији. Дрес националног тима је носио још и 2005. године када је екипа НИС Војводине представљала државну заједницу Србије и Црне Горе на Универзијади у Измиру. На овом такмичењу је освојио бронзану медаљу.

## Успеси

### Клупски
- Партизан:
  - Првенство СР Југославије (1): 1996/97.
- Црвена звезда:
  - Куп Радивоја Кораћа (1): 2003/04.
- Кијев:
  - Куп Украјине (1): 2006/07.
- АЕЛ Лимасол:
  - Куп Кипра (1): 2008/09.
- АПОЕЛ:
  - Првенство Кипра (1): 2009/10.
- Игокеа:
  - Првенство Босне и Херцеговине (2): 2012/13, 2013/14.
  - Куп Босне и Херцеговине (1): 2013.

### Репрезентативни
- Европско првенство до 22 године:  1998.
- Универзијада:  2005.